# Ceroplesis molator
Ceroplesis molator är en skalbaggsart som först beskrevs av Fabricius 1787.  Ceroplesis molator ingår i släktet Ceroplesis och familjen långhorningar.
Artens utbredningsområde är:
- Ghana.
- Senegal.
- Togo.

Inga underarter finns listade i Catalogue of Life.